# Seneca (rzeka)
Seneca – rzeka w regionie Finger Lakes, w stanie Nowy Jork, w Stanach Zjednoczonych. Długość rzeki wynosi 99,1 km. Większa część rzeki została przekształcona w kanał Erie. Największym dopływem rzeki jest rzeka Oswego, druga pod względem wielkości rzeka wpadająca do jeziora Ontario.

## Geografia
Rzeka bierze swój początek jako odpływ w jeziorze Seneca, w mieście Geneva. Płynie na wschód, mijając Waterloo oraz Seneca Falls. Przepływając nad północnym krańcem jeziora Cayuga, skręca na północ, gdzie wpływa do niej rzeka Clyde, wyznaczając tym samym granicę pomiędzy hrabstwami Seneca oraz Cayuga. Rzeka przechodzi przez Interstate 90, płynąc na północny wschód przez Weedsport do jeziora Cross.
Poniżej jeziora Cross rzeka wpływa na obszar hrabstwa Onondaga. Następnie skręca na północ, a potem na wschód, mijając Baldwinsville i Liverpool, płynąc wzdłuż metropolii Syracuse, gdzie przepływa przez jezioro Onondaga, po czym skręca na północ, aby dołączyć do rzeki Oneida, tworząc tym samym rzekę Oswego, która wpada potem do jeziora Ontario.

## Dopływy

### Lewostronne
- Black Brook
- Rzeka Clyde
- Crusoe Creek
- Spring Lake Outlet
- Muskrat Creek

### Prawostronne
- Kendig Creek
- Silver Creek
- Sucker Brook
- Sampson Creek
- Demont Creek
- Jezioro Cayuga
- Crane Brook
- Owasco Outlet
- Skaneateles Creek
- Dead Creek
- Crooked Brook
- Jezioro Onondaga

## Fauna
W rzece można spotkać m.in. sandacza amerykańskiego, bassa wielkogębowego, bassa małogębowego, okonia żółtego, sumika karłowatego, karpia czy niszczukę długonosą.
Część rzeki zamieszkują nierodzime racicznice zmienne, które wyczerpując poziom rozpuszczonego tlenu w wodzie, doprowadziły do zmniejszenia populacji ryb na terenach ich bytowania.